# Archytas divisus
Archytas divisus är en tvåvingeart som först beskrevs av Walker 1853.  Archytas divisus ingår i släktet Archytas och familjen parasitflugor. Inga underarter finns listade i Catalogue of Life.